# アルコ&ピースのオールナイトニッポンシリーズ
『アルコ&ピースのオールナイトニッポンシリーズ』（アルコアンドピースのオールナイトニッポンシリーズ）は、お笑いコンビのアルコ&ピース（酒井健太、平子祐希）がパーソナリティを務めていたニッポン放送のラジオ番組の総称。
本稿では「アルコ&ピースのオールナイトニッポン0(ZERO)」、「アルコ&ピースのオールナイトニッポンR」、「アルコ&ピースのオールナイトニッポン」について述べる。

## 概要
2012年8月31日に『オールナイトニッポン45周年 お笑いオールスターウィーク』の一環として「アルコ&ピースのオールナイトニッポン0(ZERO)」を放送。その後、オールナイトニッポンRで不定期でパーソナリティを担当。
2013年4月4日（4月5日未明）より「オールナイトニッポン0(ZERO)」の木曜パーソナリティとなることが発表された。発表を受けてアルコ&ピースの2人は「これまで、3回ほど単発ではやらさせて頂きましたが、その中では“ヘンな事”をやってきたことが評価されたのかもしれません。レギュラーになった途端に内容が薄くなったとリスナーの方から言われないように頑張りたいと思います。ニッポン放送の上層部からお叱り受けるくらいの濃い内容でできればと思います。」と抱負を述べている。
番組は二人のフリートークと投稿ネタコーナー、そして番組の核となるリスナーからのテーマメールによって構成される。テーマメールの募集では毎週趣向を凝らした演出がなされ、番組の終盤には「オチ」として二人（＋ADサイトー）によるラジオコント（通称“茶番”）が挿入されることも多い。一方でリスナー側は突飛な投稿によって番組の展開を二人の全く意図しない方向に「脱線」させようとする傾向がしばしば見られ、テーマそのものが急遽変更になるほどエスカレートした例もある。こうしたパーソナリティとリスナーのある意味「対決」の構造は番組の目玉となっている。スペシャルウィークでも、フリートークを交えつつも、全編に亘ってゲストをも巻き込んだコントを展開するパターンが多い。また、稀にではあるが、テーマに関連した内容をリスナーから直接聞き出そうとメールに電話番号を書いてもらった上で電話連絡を取ることがあるが、大抵の場合、普段のメールとのギャップに悩まされるのかリスナーがいわゆる「自爆」してしまうパターンが多い。この趣向を凝らした演出は単発回で「アルコ＆ピースの「最後に仕掛けがあるコントの世界」をラジオで形にしたい」とした構成作家の福田卓也と当時のチーフディレクター宗岡芳樹によるものである。
メールテーマは放送開始から暫くは平子と酒井が交互に出し合っていたが、2015年9月18日放送分より平子が「出禁」となり、酒井単独、もしくは2人同時開催になっている。
放送中、2人が扱いに困るメールやネタを「サイコ」と称し、特に平子の逆鱗に触れたものは「サイコボックス行き」とされている。以前はただ音楽が流れているだけだったが、2013年6月の放送にて川畑要による音声素材を入手しており、その中の一つの「Go to the psychobox!（ゴウ トゥ ザ サイコボックス!）」という音声と一緒に音楽が流れるようになった。その後、番組のレギュラーノベルティとして「カンバーバッジ」なるバッジが登場。機会があればその都度、リスナーへのプレゼントとしていたが、2014年3月6日放送分では川畑の相方である堂珍嘉邦から「ゲット ザ カンバーバッジ！」という音声をCBCのスタッフの厚意により入手し、流している。
2014年3月6日放送分にて放送は3月分を以て終了とアナウンスされ、MC2人が落ち込む事態になっていたが、その後3時台の終了目前、「自称プロデューサー」である宗岡ディレクターから「4月からは一部昇格」の「辞令」を受けていたことが判明。番組内では曜日は公表されなかったが、後日報道 により金曜1部を担当することになった。後枠はウーマンラッシュアワーが担当。
2014年8月29日放送分から番組の終盤に「（酒井）そんなこんなの今週です。お相手はアルコ＆ピースの酒井健太と」「（平子）平子祐希でした。来週も」「（2人）何卒!」 という締めのコメントが使われるようになった。
2015年1月2日放送分は正月休みも兼ねて、2014年12月29日に収録したものを放送。前身の『0』時代から含めて、初めての録音放送となった。2015年2月27日放送分にて放送は3月分を以て終了とされたが、終了直前に継続を匂わすようなアナウンスが入った。その後、3月6日放送分にて、宗岡ディレクターから、金曜一部からの降格が発表され、ウーマンラッシュアワーの後枠、木曜二部に再び枠移動し、4月2日からアルコ＆ピースのオールナイトニッポン0(ZERO)として放送する。なお、2014年9月29日から『山口良一 今日もいきいきあさ活ニッポン』が放送されているため、放送時間は30分短縮（nottvでは裏送りのため短縮なし）となっている。
『0』二期からはオープニングでの自己紹介の際、ニッポン放送のテーマ「Happy Tuning」にちなんで、「Happy Tuning、平子祐希です」と挨拶している。なお、『0』二期の公式サイトは一部時代のものを手直ししている。
2016年2月26日放送分にて、放送が3月末を以て終了することを発表。その後、3月3日放送分にて宗岡ディレクターが登場し、番組が正式に終了することを通告した。
2016年3月24日放送分の最終回では、放送前にニッポン放送近くのジョナサンに出待ちをするリスナーが多数集結。この情報を知った「おぎやはぎのメガネびいき」（TBSラジオ）パーソナリティのおぎやはぎの計らいにより、生放送中にTBSラジオのスタッフがニッポン放送の番組の出待ちをするリスナーにインタビューしに行くという異例の事態が起こった。
その後、アルコ&ピースの二人は2016年4月14日放送の「おぎやはぎのメガネびいき」にゲスト出演。番組最終回の裏話の他に、おぎやはぎの二人＆番組スタッフと共にタイトルコール＆締めのコメントを言う、ジングルで使用された「マスターマインド」、テーマソングである「Stereoman」「夢見るバンドワゴン」をそれぞれ流すなど、ファンサービスを多く盛り込んだ内容となった。

## 放送時間

### オールナイトニッポン
毎週土曜日 1:00 - 3:00（金曜日25:00 - 27:00、2014年4月4日 - 2015年3月27日）

### オールナイトニッポン0 (ZERO)
一期：毎週金曜日 3:00 - 5:00（木曜日25:00 - 27:00、2013年4月4日 - 2014年3月27日）
二期：毎週金曜日 3:00 - 4:30（木曜日25:00 - 26:30、2015年4月2日 - 2016年3月24日）
再放送 nottv2にて翌金曜日及び翌週火曜日8:00 - 10:00（一期）、翌金曜日9:00 - 10:00（二期）

### レギュラー化前

#### オールナイトニッポン0 (ZERO)
- 2012年8月31日土曜日 3:00〜5:00（金曜深夜、一部地域を除く）

#### オールナイトニッポンR
- 2012年12月1日、2013年1月5日日曜日 3:00〜5:00（土曜深夜、一部地域を除く）

## テーマ曲
- オープニング：ハーブ・アルパート&ザ・ティファナ・ブラス「BITTERSWEET SAMBA」
- エンディング：andymori「夢見るバンドワゴン」
- 0（ZERO）時代オープニング：ELLEGARDEN「Stereoman」
- 0（ZERO）時代エンディング：ハーブ・アルパート&ザ・ティファナ・ブラス「BITTERSWEET SAMBA」

## ネット局
- オールナイトニッポンを参照。
- オールナイトニッポン0を参照。
- オールナイトニッポンRを参照。

## 放送日程

### レギュラー化前
| 第01回 |  | 2012年8月31日 | オールナイトニッポン45周年 お笑いオールスターウィークの一環で、 金曜オールナイトニッポン0のパーソナリティを担当 |
| 第02回 |  | 2012年12月1日 | オールナイトニッポンR枠での放送                                                                                 |
| 第03回 |  | 2013年1月5日  | オールナイトニッポンR枠での放送                                                                                 |

### オールナイトニッポン0(ZERO)
| オールナイトニッポンZERO放送リスト | オールナイトニッポンZERO放送リスト                                     | オールナイトニッポンZERO放送リスト | オールナイトニッポンZERO放送リスト                                                                                          | オールナイトニッポンZERO放送リスト | オールナイトニッポンZERO放送リスト |
| 回数                               | 企画・メールテーマ                                                     | 放送日                             | ゲスト | 備考 |                                    |
| ---------------------------------- | ---------------------------------------------------------------------- | ---------------------------------- | --- | --- | ---------------------------------- |
| 第01回                             | 一部地域を見捨てない方法                                               | 2013年4月4日                       | Hi-Hi（電話出演） | - |                                    |
| 第02回                             | あなたが謎だと思うこと！                                               | 2013年4月11日                      | | - |                                    |
| 第03回                             | 生放送中にハリウッド・スターを出したいSP（ハリウッドスターの捕まえ方） | 2013年4月18日                      | 平田浩之（ニッポン放送編成主任）                                                                                            | - |                                    |
| 第04回                             | アイアンマン緊急募集                                                   | 2013年4月25日                      | | - |                                    |
| 第05回                             | GWおすすめ観光スポット！                                               | 2013年5月2日                       | | サイコBOX登場 |                                    |
| 第06回                             | 自由自慢                                                               | 2013年5月9日                       | | |                                    |
| 第07回                             | 酒井がマンチェスター・ユナイテッドで活躍する方法                       | 2013年5月16日                      | | - |                                    |
| 第08回                             | mac book air 購入の為の資金援助                                        | 2013年5月23日                      | | - |                                    |
| 第09回                             | 新生ファンキーモンキーベイビーズ大会議＆B'zの倒し方                    | 2013年5月30日                      | | - |                                    |
| 第10回                             | 川畑要応援メール                                                       | 2013年6月6日                       | 川畑要(コメント出演) | - |                                    |
| 第11回                             | ウィル・スミスが登場！豪華3本立てちょっと早めの父の日TDC SP！          | 2013年6月13日                      | 平子よしのぶ、酒井ひろやす（アルコ＆ピース両名の実父 / コメント出演）、ウィル・スミス、ジェイデン・スミス、（コメント出演） | - |                                    |
| 第12回                             | 今、恋しています                                                       | 2013年6月20日                      | | - |                                    |
| 第13回                             | 〇〇ウィンブルドン                                                     | 2013年6月27日                      | | - |                                    |
| 第14回                             | 今、酒井が買うべきもの                                                 | 2013年7月4日                       | | 『攻めてみました』開始 |                                    |
| 第15回                             | 夏の全国キモサベ選手権大会                                             | 2013年7月11日                      | | - |                                    |
| 第16回                             | やられたらやり返す・・・倍返しだ！！（仕返しエピソード）               | 2013年7月18日                      | | 参議院選挙 政見放送のため、ニッポン放送のみ28:00飛び降り（radikoでは未配信のため本来は配信休止になるがニッポン放送の場合はBGMが流れ続ける）。 |                                    |
| 第17回                             | 夏歌アーティストの乱                                                   | 2013年7月25日                      | | - |                                    |
| 第18回                             | 世界ラジオ水泳（ラジオシンクロ）                                       | 2013年8月1日                       | | 「ニッポン放送 Summer Time HAPPY HOUR編成」のため、ニッポン放送のみ28:30飛び降り                                                              |                                    |
| 第19回                             | ニッポン放送ハウスダウン！（身の回りで起きているハッキング情報）       | 2013年8月8日                       | コメントゲストチャニング・テイタム、ローランド・エメリッヒ、                                                                | 「ニッポン放送 Summer Time HAPPY HOUR編成」のため、ニッポン放送のみ28:30飛び降り                                                              |                                    |
| 第20回                             | 世界ラジオ陸上                                                         | 2013年8月15日                      | | 「ニッポン放送 Summer Time HAPPY HOUR編成」のため、ニッポン放送のみ28:30飛び降り                                                              |                                    |
| 第21回                             | 教えて、ハワイ情報！！！                                               | 2013年8月22日                      | [ 12 ] | 「ニッポン放送 Summer Time HAPPY HOUR編成」のため、ニッポン放送のみ28:30飛び降り                                                              |                                    |
| 第22回                             | 太田プロの毒舌王登場SP                                                 | 2013年8月29日                      | ゲスト：西堀亮（マシンガンズ）                                                                                              | 茨城県知事選挙 政見放送のため、ニッポン放送のみ28:00飛び降り。                                                                                |                                    |
| 第23回                             | 二代目・宮崎駿決定戦                                                   | 2013年9月5日                       | | - |                                    |
| 第24回                             | ジェイソンをお・も・て・な・しするメール                               | 2013年9月12日                      | | - |                                    |
| 第25回                             | キングオブコントに関するメール                                         | 2013年9月19日                      | | - |                                    |
| 第26回                             | アルコ＆ピースへの励ましメール                                         | 2013年9月26日                      | | 平子が冒頭遅れて登場 |                                    |
| 第27回                             | 様々なアンドロイドを募集                                               | 2013年10月3日                      | | - |                                    |
| 第28回                             | 秋歌アーティストの乱                                                   | 2013年10月10日                     | | 『攻めてみました』終了、カンバーバッジ（番組ノベルティ）初登場                                                                                |                                    |
| 第29回                             | 美食川柳！！                                                           | 2013年10月17日                     | | 『相棒アンドロイド ごちそうさん！』開始 |                                    |
| 第30回                             | 平子VS阿諏訪 ド痛対決                                                  | 2013年10月24日                     | 森脇健児（冒頭数秒のみの出演）、うしろシティ                                                                                | - |                                    |
| 第31回                             | ハロウィンSP（どんな仮装をしていくのか）                               | 2013年10月31日                     | | - |                                    |
| 第32回                             | 豊洲会議                                                               | 2013年11月7日                      | | - |                                    |
| 第33回                             | がんばれバナメイエビ                                                   | 2013年11月14日                     | | - |                                    |
| 第34回                             | クール・ランニング                                                     | 2013年11月21日                     | | - |                                    |
| 第35回                             | 〇〇と××のLinked Horizon                                               | 2013年11月28日                     | | - |                                    |
| 第36回                             | 平子の新ギャグ募集                                                     | 2013年12月5日                      | | - |                                    |
| 第37回                             | THE MANZAI直前 ギャグ対決SP                                            | 2013年12月12日                     | 小島瑠璃子、ちゅうえい（流れ星）、篠宮暁（オジンオズボーン）                                                                | - |                                    |
| 第38回                             | 平子は嘘を愛しすぎてるSP（ヒラ嘘クイズ）                               | 2013年12月19日                     | | - |                                    |
| 第39回                             | ゼロ嘘クイズ                                                           | 2013年12月26日                     | | 『相棒ショコラティエ ごちそうさん！』開始 |                                    |
| 第40回                             | ルート66横断SP たった二人のアメリカ                                    | 2014年1月2日                       | ウーマンラッシュアワー（番組冒頭に飛び入り出演）                                                                            | - |                                    |
| 第41回                             | 本田圭祐へのアドバイス                                                 | 2014年1月9日                       | 本田圭祐（むらせ） | - |                                    |
| 第42回                             | 平成の黒田勘兵衛大集合（頭良い自慢）                                   | 2014年1月16日                      | | 今回のみの番組ノベルティとしてカンベーバッジが登場                                                                                            |                                    |
| 第43回                             | 冬歌アーティストの乱                                                   | 2014年1月23日                      | | - |                                    |
| 第44回                             | レディオスーパーボウル（アメフトあるある）                             | 2014年1月30日                      | | - |                                    |
| 第45回                             | クール・ランニング2                                                    | 2014年2月6日                       | | - |                                    |
| 第46回                             | ラジオキャンプイン                                                     | 2014年2月13日                      | | 番組途中に洗川雄司アナによるソチ五輪情報、清水久嗣アナによるソチからの中継が放送                                                              |                                    |
| 第47回                             | テラフォーマーズハウス                                                 | 2014年2月20日                      | 小峠英二（バイきんぐ） | 番組冒頭に洗川アナによるソチ五輪情報が放送 |                                    |
| 第48回                             | あなたはストーンズ派？クラプトン派？                                   | 2014年2月27日                      | | - |                                    |
| 第49回                             | ラジオ終了ドッキリ（堂珍嘉邦応援メール）                               | 2014年3月6日                       | 堂珍嘉邦 | - |                                    |
| 第50回                             | ヒラコップ                                                             | 2014年3月13日                      | Hi-Hi（コメント出演） | - |                                    |
| 第51回                             | 春歌アーティストの乱＆エヴィバーーディ！！！選手権                     | 2014年3月20日                      | | - |                                    |
| 第52回                             | あなたがこの一年で変わったこと                                         | 2014年3月27日                      | | - |                                    |

### オールナイトニッポン
| オールナイトニッポン放送リスト | オールナイトニッポン放送リスト                                                                | オールナイトニッポン放送リスト | オールナイトニッポン放送リスト                                      | オールナイトニッポン放送リスト | オールナイトニッポン放送リスト |
| 回数                           | 企画・メールテーマ                                                                            | 放送日                         | ゲスト                                                              | 備考 |                                |
| ------------------------------ | --------------------------------------------------------------------------------------------- | ------------------------------ | ------------------------------------------------------------------- | --- | ------------------------------ |
| 第01回                         | 平子の引っ越し祝い募集                                                                        | 2014年4月4日                   | ラブレターズ、平子真由美（平子の実妻/ 電話出演）                    | - |                                |
| 第02回                         | 有楽町高校のてっぺんを決める！                                                                | 2014年4月11日                  |                                                                     | - |                                |
| 第03回                         | 小島瑠璃子のLINE IDの聞き出し方                                                               | 2014年4月18日                  |                                                                     | - |                                |
| 第04回                         | こじるりのLINE IDを聞こうSP 〜既読〜                                                          | 2014年4月25日                  | 小島瑠璃子                                                          | - |                                |
| 第05回                         | ルーズヴェルト・ゲーム                                                                        | 2014年5月2日                   |                                                                     | 機関車トゥーマス初登場 |                                |
| 第06回                         | 番組HPのアクセス数を伸ばす方法                                                                | 2014年5月9日                   |                                                                     | - |                                |
| 第07回                         | 義妹にボコられたJAY-Zを励まそう                                                               | 2014年5月16日                  |                                                                     | - |                                |
| 第08回                         | 発見！アルピ島                                                                                | 2014年5月23日                  |                                                                     | 第09回と合わせて初の前後編企画 |                                |
| 第09回                         | 脱出せよ！アルピ島                                                                            | 2014年5月30日                  |                                                                     | - |                                |
| 第10回                         | A.B.C-Z 河合&五関のガチ情報                                                                   | 2014年6月6日                   | セルジオ越後                                                        | - |                                |
| 第11回                         | 結成!? A.P.C-Z!! アクロバット・ミュージカルレディオSP                                         | 2014年6月13日                  | 河合郁人、五関晃一（A.B.C-Z）                                       | - |                                |
| 第12回                         | 第一回 This is Sparta！選手権                                                                 | 2014年6月20日                  |                                                                     | - |                                |
| 第13回                         | 『カノ嘘』ソフト化記念！平子は嘘を愛しすぎているクイズ！                                      | 2014年6月27日                  | コメントゲスト：大原櫻子                                            | - |                                |
| 第14回                         | 世間にはびこるしょーもない七夕の願い事を報告                                                  | 2014年7月4日                   | むらせ（電話出演）                                                  | 山梨放送が、開局60周年記念特別番組「ててて!ラララ♪YBS60時間ラジオ」を放送したため休止。そのため山梨県域のみ当日放送分が放送されなかった。                                               |                                |
| 第15回                         | GTO対HERO                                                                                     | 2014年7月11日                  |                                                                     | - |                                |
| 第16回                         | ウィザーディング・レディオ・オブ・ハリーポッター                                              | 2014年7月18日                  |                                                                     | - |                                |
| 第17回                         | 七人目のGLAYオーディション                                                                    | 2014年7月25日                  |                                                                     | - |                                |
| 第18回                         | 俺たちの夏祭りをつくろう                                                                      | 2014年8月1日                   |                                                                     | - |                                |
| 第19回                         | 夏歌アーティストの乱                                                                          | 2014年8月8日                   | チャニング・テイタム、ローランド・エメリッヒ、（コメント出演）      | - |                                |
| 第20回                         | 平子不要論払拭 平甲子園 〜夢〜                                                                | 2014年8月15日                  |                                                                     | - |                                |
| 第21回                         | 平子は何妖怪？                                                                                | 2014年8月22日                  |                                                                     | - |                                |
| 第22回                         | 真夏の妖怪ウォッチングSP                                                                      | 2014年8月29日                  | 西堀亮（マシンガンズ）、ちゅうえい（流れ星）、河合郁人（A.B.C-Z）、 | この回より、前述している放送終了前の締めコメントが入るようになった。 |                                |
| 第23回                         | リアル全米オープン                                                                            | 2014年9月5日                   |                                                                     | - |                                |
| 第24回                         | ダイナソー in LF（ヒラコザウルス目撃情報）                                                    | 2014年9月12日                  |                                                                     | - |                                |
| 第25回                         | ラジオ四皇（地方の名物ラジオDJ紹介）                                                          | 2014年9月19日                  |                                                                     | - |                                |
| 第26回                         | 酒井先生の新連載（四コマ）を考えよう                                                          | 2014年9月26日                  |                                                                     | - |                                |
| 第27回                         | クイズ！天使！                                                                                | 2014年10月3日                  |                                                                     | - |                                |
| 第28回                         | 秋歌アーティストの乱                                                                          | 2014年10月10日                 |                                                                     | - |                                |
| 第29回                         | 第一回 I am Hercules！選手権                                                                  | 2014年10月17日                 |                                                                     | 佐久間宣行（テレビ東京プロデューサー）が乱入 |                                |
| 第30回                         | 今世紀最大の同族嫌悪！ハガキ職人VS読者モデル！ そろそろどっちがスゲーのか決めようじゃないかSP | 2014年10月24日                 | 古関れん、中田クルミ、柴田紗希                                      | - |                                |
| 第31回                         | Tea Party                                                                                     | 2014年10月31日                 |                                                                     | - |                                |
| 第32回                         | 祝 ベネディクト・カンバーバッチ婚約！カンビーの結婚披露宴プログラムを考えてあげよう！         | 2014年11月7日                  |                                                                     | - |                                |
| 第33回                         | 平子のためにまったけ探し                                                                      | 2014年11月14日                 |                                                                     | - |                                |
| 第34回                         | クイズ アルコ＆ピースのオールナイトニッポン                                                   | 2014年11月21日                 | 榎屋克優（漫画『日々ロック』作者）                                  | - |                                |
| 第35回                         | リアルJリーグ                                                                                 | 2014年11月28日                 |                                                                     | - |                                |
| 第36回                         | バミューダトライアングル探検隊（バミュトラには何があるのか＆脱出方法）                        | 2014年12月5日                  |                                                                     | - |                                |
| 第37回                         | アルコ＆ピースのANN LOVES ミュータントタートルズ！カワバンガSP                                | 2014年12月12日                 | 柴田英嗣（アンタッチャブル）                                        | - |                                |
| 第38回                         | ホーム・アローン（平子イチル君への空き巣対策のアドバイス）                                    | 2014年12月19日                 |                                                                     | - |                                |
| 第39回                         | ダイ・ハード大賞（ついてないエピソード）                                                      | 2014年12月26日                 |                                                                     | - |                                |
| 第40回                         | ウノって言ってねー選手権                                                                      | 2015年1月2日                   | 北川悠仁（ゆず）（コメント出演）                                    | 初の収録回で、2014年12月29日収録。この事は前年の最後の放送日でもある2014年12月26日放送分でもアナウンスされている。                                                                      |                                |
| 第41回                         | 荒れる星人式（地球に潜伏する星人情報）                                                        | 2015年1月9日                   |                                                                     | - |                                |
| 第42回                         | ゲームセンター試験                                                                            | 2015年1月16日                  |                                                                     | - |                                |
| 第43回                         | 冬歌アーティストの乱 in USA                                                                   | 2015年1月23日                  |                                                                     | - |                                |
| 第44回                         | リアル全豪オープン                                                                            | 2015年1月30日                  | 武井優心、砂川一黄、（Czecho No Republic）                          | - |                                |
| 第45回                         | ラジオミスコン 2015                                                                           | 2015年2月6日                   |                                                                     | ラジオミスコンに認定されたリスナーには『ミュータント・タートルズ』の映画鑑賞券（10枚分）がプレゼントされた。                                                                            |                                |
| 第46回                         | ジェダイを集めよう                                                                            | 2015年2月13日                  |                                                                     | - |                                |
| 第47回                         | ラジオ・スター・ウォーズ！エピソード・ゼロ！ゴージャスの覚醒！                                | 2015年2月20日                  | ゴー☆ジャス                                                         | - |                                |
| 第48回                         | あなたが演技したこと＆曲のリクエスト                                                          | 2015年2月27日                  |                                                                     | 番組終盤、有料携帯サイト宣伝の際に「3月いっぱい」での番組終了が発表されたが、エンディング曲の終盤に酒井が終了を阻止しようとする旨の次週への予告が入り、前後編を匂わせる描写で終了した。 |                                |
| 第49回                         | どうしたら4月以降も1部でやれるのか（ミッション・インポッシブルメール）                        | 2015年3月6日                   |                                                                     | この日、2部（ANN0枠）への降格が発表された。 |                                |
| 第50回                         | 北陸新幹線に乗って放送                                                                        | 2015年3月13日                  |                                                                     | - |                                |
| 第51回                         | 酒井の心を絞る                                                                                | 2015年3月20日                  |                                                                     | 2部降格に伴う時間短縮に伴い『元気いっぱい酒井ちゃん』終了 |                                |
| 第52回                         | 春歌アーティストの乱                                                                          | 2015年3月27日                  |                                                                     | - |                                |

### オールナイトニッポン0(ZERO)（二期）
| オールナイトニッポンZERO放送リスト | オールナイトニッポンZERO放送リスト                                                                                           | オールナイトニッポンZERO放送リスト | オールナイトニッポンZERO放送リスト | オールナイトニッポンZERO放送リスト                                                                                                  | オールナイトニッポンZERO放送リスト |
| 回数                               | 企画・メールテーマ | 放送日                             | ゲスト | 備考 |                                    |
| ---------------------------------- | --- | ---------------------------------- | --- | --- | ---------------------------------- |
| 第01回                             | 平子さんがどうしたら手から爪を出せるようになるか／ 「EPISODE1/爪」                                                           | 2015年4月2日                       | 岡村隆史、村本大輔(ウーマンラッシュアワー) | 村本は前番組に続いて乱入、岡村は村本を咎めるために飛び入り出演。                                                                    |                                    |
| 第02回                             | 鹿の王を狩る／ 「EPISODE2/鹿」                                                                                               | 2015年4月9日                       | | - |                                    |
| 第03回                             | ワイルド・スピード・ラジオ・ミッション／「EPISODE3/車」                                                                      | 2015年4月16日                      | | - |                                    |
| 第04回                             | キンニクダムの王子／「EPISODE4/鍛」                                                                                          | 2015年4月23日                      | レイザーラモンHG | - |                                    |
| 第05回                             | ビリギャル／「EPISODE5/若」                                                                                                  | 2015年4月30日                      | | - |                                    |
| 第06回                             | 窪塚洋介のキャラを薄くしよう／「EPISODE6/卍」                                                                                | 2015年5月7日                       | | - |                                    |
| 第07回                             | 番組有料SNSを作ろう／「EPISODE7/佐」                                                                                         | 2015年5月14日                      | | - |                                    |
| 第08回                             | 第一回男デニーロ決定戦／「EPISODE8/演」                                                                                      | 2015年5月21日                      | | - |                                    |
| 第09回                             | リアル全仏オープン／「EPISODE9/仏」                                                                                          | 2015年5月28日                      | | 2015年4月23日の放送回が4月度の聴取率民法単独首位を獲得したことが報告された。                                                        |                                    |
| 第10回                             | 「予告犯」がやりたい／「EPISODE10/予」                                                                                       | 2015年6月4日                       | 岡村隆史 | - |                                    |
| 第11回                             | 爆笑リズムネタ爆誕SP／「EPISODE11/蛇」                                                                                       | 2015年6月11日                      | はんにゃ、岡村隆史 | 岡村は自販機ルーレット企画の見届け人として出演                                                                                      |                                    |
| 第12回                             | マッドマックス／「EPISODE12/M」                                                                                              | 2015年6月18日                      | | - |                                    |
| 第13回                             | ◯◯ウインブルドン／「EPISODE13/英」                                                                                           | 2015年6月25日                      | | - |                                    |
| 第14回                             | キャプテンニッポンの心得／「EPISODE14/日」                                                                                   | 2015年7月2日                       | | - |                                    |
| 第15回                             | 三戸なつめみたいなやつを探せ／「EPISODE15/過」                                                                               | 2015年7月9日                       | | - |                                    |
| 第16回                             | 京都軍VS京都以外連合軍／「EPISODE16/京」                                                                                     | 2015年7月16日                      | | - |                                    |
| 第17回                             | 同レベル／「EPISODE17/等」                                                                                                   | 2015年7月23日                      | | - |                                    |
| 第18回                             | 平子さんが火星で生き残る方法！／「EPISODE18/星」                                                                             | 2015年7月30日                      | | - |                                    |
| 第19回                             | 熱闘！鼻につく甲子園／「EPISODE19/鼻」                                                                                       | 2015年8月6日                       | | 新コーナー「ラジオデッセイ」スタート                                                                                                |                                    |
| 第20回                             | 夏フェスを作ろう／「EPISODE20/運」                                                                                           | 2015年8月13日                      | | 四季恒例の「アーティストの乱」を一旦終了と宣言                                                                                      |                                    |
| 第21回                             | リレーで世界陸上に出ます／「EPISODE21/走」                                                                                   | 2015年8月20日                      | | - |                                    |
| 第22回                             | 聴くだけで観た気になれるッ！夏休み映画全部乗せ祭りッ／「EPISODE22/映」                                                       | 2015年8月27日                      | アイクぬわら(超新塾) | - |                                    |
| 第23回                             | アンフェアだとおもったこと／「EPISODE23/神」                                                                                 | 2015年9月4日                       | | - |                                    |
| 第24回                             | ラジオストリートファイターオールナイトニッポン0ターボ！ 〜平子より強い奴に会いに行く〜／「EPISODE24/拳」                     | 2015年9月11日                      | | - |                                    |
| 第25回                             | 小さくなって感じたこと／「EPISODE25/小」                                                                                     | 2015年9月18日                      | | - |                                    |
| 第26回                             | あの日見たラグビーのルールを僕はまだ知らない...／「EPISODE26/闘」                                                            | 2015年9月25日                      | | - |                                    |
| 第27回                             | 第一回「びっくりぽん！」大賞／「EPISODE27/驚」                                                                               | 2015年10月1日                      | | 「ラジオデッセイ」完結 |                                    |
| 第28回                             | ベストジーニストを取るには食うしかねぇ！ジーパン飯／「EPISODE28/J」                                                          | 2015年10月8日                      | | - |                                    |
| 第29回                             | クイズ！江戸ッ!!／「EPISODE29/江」                                                                                           | 2015年10月15日                     | | - |                                    |
| 第30回                             | バック・トゥー・ザ・江戸！お侍ちゃんと行く秋の江戸時代ツアー！／「EPISODE30/戸」                                             | 2015年10月22日                     | お侍ちゃん | - |                                    |
| 第31回                             | セレブの習慣／「EPISODE31/金」                                                                                               | 2015年10月29日                     | | - |                                    |
| 第32回                             | ネオ・あぶない刑事制作会議！／「EPISODE32/危」                                                                               | 2015年11月5日                      | | - |                                    |
| 第33回                             | アルコ&ピースのTwitter真夜中の大炎上／「EPISODE33/炎」                                                                       | 2015年11月12日                     | | - |                                    |
| 第34回                             | 僕の！私の！愛車自慢！／「EPISODE34/許」                                                                                     | 2015年11月19日                     | | 2015年10月22日の放送回が10月度の聴取率単独首位を獲得したことが報告された。                                                          |                                    |
| 第35回                             | 新！種の起源を作ろう！／「EPISODE35/種」                                                                                     | 2015年11月26日                     | | - |                                    |
| 第36回                             | 平子への寄せ書きを皆で書こう／「EPISODE36/産」                                                                               | 2015年12月3日                      | | - |                                    |
| 第37回                             | リスナー補完計画！／「EPISODE37/淘」                                                                                         | 2015年12月10日                     | | - |                                    |
| 第38回                             | ラジオ24〜ジャックと解決！クソぅ！芸能事件簿2015〜／「EPISODE38/糞」                                                         | 2015年12月17日                     | 西堀亮(マシンガンズ)、岸学(どきどきキャンプ) | - |                                    |
| 第39回                             | アルコ&ピースのオールナイトニッポン0 (ZERO) アコースティックライブスペシャルスペシャル／「EPISODE39/聖」                     | 2015年12月24日                     | Czecho No Republic、Rihwa | 「ラジオ・チャリティー・ミュージックソン」の深夜時間帯も自社放送を行うKBCラジオでは未ネット。                                       |                                    |
| EX                                 | オールナイトニッポン・初笑いスペシャル                                                                                       | 2015年12月31日                     | 松井咲子、藤井青銅、お侍ちゃん、馬鹿よ貴方は、バイク川崎バイク、ドドん、マテンロウ、なすなかにし、風藤松原、カントリーズ、浜ロン、ヤーレンズ、アナクロニスティック、ヤングウッズ、ジェットカンフル | 25:00から29:00まで4時間生放送。MCをアルコ＆ピース、審査員を松井咲子、藤井青銅、この番組のプロデューサーでもある宗岡芳樹が勤めた。   |                                    |
| 第40回                             | ラジオ福男えらび／「EPISODE40/福」                                                                                           | 2016年1月7日                       | | - |                                    |
| 第41回                             | ラジオクリード チャンプを継ぐ男 〜我こそがチャンプのトレーナー！〜／「EPISODE41/子」                                         | 2016年1月14日                      | | - |                                    |
| 第42回                             | ラジオバイオハザード／「EPISODE42/屍」                                                                                       | 2016年1月21日                      | | 2015年12月17日の放送回が2015年12月度の聴取率民放単独首位を獲得したことが報告された。                                                |                                    |
| 第43回                             | 八百長ヒルズコップ／「EPISODE43/八」                                                                                         | 2016年1月28日                      | | - |                                    |
| 第44回                             | 人間の習性／「EPISODE44/鬼」                                                                                                 | 2016年2月4日                       | | - |                                    |
| 第45回                             | グラミー賞、今年は何がノミネートされてんの？／「EPISODE45/賞」                                                               | 2016年2月11日                      | | - |                                    |
| 第46回                             | 最新システム導入！アルコ＆ピースのANN0！アルティメットレディオエディション！(シャーロック・ホームズ選手権)／「EPISODE46/五」 | 2016年2月18日                      | | - |                                    |
| 第47回                             | リスナー保護者会／「EPISODE47/親」                                                                                           | 2016年2月26日                      | | 番組終了時、3月末をもっての番組終了を発表。                                                                                         |                                    |
| 第48回                             | 辞令＆相棒 真田丸 あさが来た／「EPISODE48/朝」                                                                               | 2016年3月3日                       | | 3時台終了時、番組プロデューサーである宗岡芳樹が登場し、番組の正式終了を通告。それに伴い、「相棒」シリーズのコーナーが一時的に復活。 |                                    |
| 第49回                             | スーパーオールナイトナチュラル 〜呪われたラジオ局〜／「EPISODE49/霊」                                                        | 2016年3月10日                      | | |                                    |
| 第50回                             | アルコ&ピースのデータ／「EPISODE50/数」                                                                                      | 2016年3月17日                      | | 2016年3月3日放送分から募集したメールを元に行われた、三年間の総集編。                                                                |                                    |
| 最終回                             | 春歌アーティストの乱／「EPISODE51/始」                                                                                       | 2016年3月24日                      | | 番組終了後、続編の製作を知らせる予告が流された（放送日未定）。                                                                      |                                    |

## コーナー
タイトルコールは平子、ネタ読みは基本的に平子と酒井が交互に行う（「一週間」は平子のみ）。また、スペシャルウィーク時にはどちらかが休止になる事があった。
アルコ＆ピースの一週間
リスナーが、タイムマシーンで未来を見てきたという想定で、アルコ＆ピースの二人が放送日の翌日からの一週間が、どんな感じになっているかを曜日別に募集する。
次第にアルピー以外の人物の一週間ネタが増え、中盤以降は当たり前のように二人に無関係の人物、動物、擬人化された物のネタが読まれていた。
バック・トゥ・ザ・フューチャーがモチーフとなっており、コーナータイトルやネタ読みの際には同映画のサウンドトラックが流れた。
レギュラーコーナーではあるものの、テーマメールのコーナーが長引いた結果、休止になってしまうことがあった。
家族
リスナーの事を家族だと思っているアルコ＆ピースの二人に、リスナーから本当の家族には言えない“日常”を送ってもらう。なお、お便りの始めには、「お父ちゃん（平子）、兄ちゃん（酒井）、聞いて欲しいことがあるんだ。」という文面で書き出してもらっていた。
…という設定であるが、送られてくるメールはほとんどが度を越してサイコな長文ネタばかりであり、「サイコボックス」行きのメールを量産しているコーナーとなっている。初期の頃ではコーナー終盤の度に嘆いていたが、徐々に慣れだして感覚が麻痺し出していると後述の2014年8月29日の放送で語っている。
2014年8月29日の放送ではスペシャルウィークのゲストであるA.B.C-Z河合郁人、流れ星ちゅうえい、マシンガンズ西堀もそれぞれネタを読み、「怖い」「夢に出てきそう」「（精神を）持っていかれる」と感想を語った。
オールナイトニッポンZERO（二期）でも継続されているが放送時間が90分に短縮されているため、平子から「放送時間が短くなったから、できるだけ短文にして送ってきてくれ!」と注文が入った（二期移動後初の回では2通のみの紹介にとどまった）
以上は『0』放送開始時からのコーナー。

### 番組放送期間中に終了したコーナー
スパーキン!!
前番組であるHi-Hiのオールナイトニッポン0から引き継いだコーナー。リスナーがスパーキンさせたいこと、つまりは、怒っていることを送ってもらう。『0』放送初回から行っていた。現在は休止しているが、他のコーナーが終了した翌週に次のコーナーが始まるまでの「繋ぎ」として行われることがある。
攻めてみました...
2013年6月のスペシャルウィーク『ウィル・スミスが登場！豪華3本立てちょっと早めの父の日TDC SP！』が行われ、その中でアルコ&ピースの2人のそれぞれの父親にリスナーからの質問をぶつける「平子の父VS酒井の父・ガチンコバトル」という企画を行い、その中で酒井の父親である「ひろやす」が秀逸な回答を連発し、その中で持ちネタのように出てきたフレーズが『攻めてみました...』であった。そのフレーズがあまりにも印象的だったということで、コーナー化したものである。このコーナーではリスナーが酒井の父の攻めの姿勢に負けないくらいの、攻めてみたことを送ってもらうが、文章の最後は『攻めてみました...』を入れてもらう。2013年10月10日放送分をもって終了した。
このコーナーの元となった酒井の父親が2014年12月に亡くなっている事が、2015年1月2日放送分で明らかにされた。
相棒アンドロイド ごちそうさん!→相棒ショコラティエ ごちそうさん!
平子・酒井が「相棒」「安堂ロイド」「ごちそうさん」のどれにでも出演できるようなシナリオを考え、「○○ロイド」で書き出し「ごちそうさん!」で締めてもらう。2013年12月26日放送分から「相棒」「新・月9ドラマ　失恋ショコラティエ」「ごちそうさん」のどれにでも出演できるようなシナリオを考えるコーナーにリニューアル。書き方はほぼ同じで「○○ショコラティエ」で書き出し「ごちそうさん!」で締めてもらう。
いずれも「相棒」「安堂ロイド」（→「失恋ショコラティエ」）「ごちそうさん」のタイトルの組み合わせでBGMやSEは「相棒」を流用。
小さな島と...瑠璃色の海...
リスナーに小島瑠璃子がどんなに困難な状況でも乗り切れる様子を想像してもらう。文面の末尾は「こじるり」で締める。2014年4月のスペシャルウィーク企画ではゲストとして招いた本人の前でコーナーを行い、無事終了した。
ホンダカップのコーナー!!! 〜巻き起こせジャイアントキリング〜
日本最大のアマチュアフットサル大会・ホンダカップから「大会を盛り上げて欲しい」とのオファーを受け開始したコーナー。フットサルチームを結成するためのさまざまな案をリスナーから募集した。最終的にチーム「有楽町ユナイテッドAP」が結成され（メンバーは太田プロの若手芸人たち）、実際に2014年7月27日の大会当日のエキシビジョンマッチに出場した。
映画館に行こう! のコーナー
前コーナーの『ホンダカップのコーナー』の流れを引き継いでおり、「映画館に行こう！」実行委員会からの「映画業界を盛り上げてくんない？」というオファーにより開始したコーナー。毎週1本の映画を取り上げ平子がその魅力を語る。しかし平子は多少知ったかぶりで語る傾向にあり、リスナーから届く質問メールも若干ボケているものが多い。
相棒 コンツェルト 休みます→相棒 ゴーストライター まっしろ
基本的な流れはかつての「相棒アンドロイド ごちそうさん!→相棒ショコラティエ ごちそうさん!」と同じで、元ネタは同じく採用されている相棒と新たに採用された信長協奏曲(コンツェルト)、きょうは会社休みます。、2015年1月16日放送分からは相棒に加えて、ゴーストライター、まっしろのどれにでも出演できるためのコーナーで、相棒の次回予告BGMに乗せて、「○○コンツェルト（→ゴーストライター）、××で会社休みます（→まっしろ）!」と流れはこれまでのものと同じとなっている。
元気いっぱい酒井ちゃん!!
番組終了間際に元気がなくなり幼児化してしまう酒井ちゃんが元気になるメールを送ってもらう。休止になることが多い。このコーナーは平子がネタ読みも行う。
平子が仕事終わりで乗っていたタクシーの運転手から「やらないんですか？」と言われる程の人気は誇っていたものの、2015年4月からの枠移動に伴う時間短縮の煽りを受けて、終了となった。
ラジオデッセイ
『0』二期からスタートした唯一のコーナー。2015年7月30日放送「平子さんが火星で生き残る方法！（＃18）」で火星に行ったまま帰って来られなくなった平子をどのようにしたら帰還させられるかを考える。Day1-7の期間限定モノ。ジングルナレーションは飯田浩司アナウンサー。2015年9月3日以降の放送では英語部分のみ超新塾・アイクぬわらのタイトルコールが用いられている。2015年10月1日放送分をもって終了。
相棒 真田丸 あさが来た
基本的な流れはかつての「相棒アンドロイド ごちそうさん!→相棒ショコラティエ ごちそうさん!→相棒 ゴーストライター まっしろ」と同じで、
元ネタは同じく採用されている相棒と真田丸、あさが来た。2016年3月3日放送分にてラジオ終了に伴い、一時的に復活した。

### レギュラー化前のコーナー
- DA PUMP伝説！
  - 前回のANN0で明らかとなった衝撃の事実『アルコ＆ピース平子、実はDA PUMPの大ファン』。そんな平子にDA PUMPの伝説を教えるコーナー。
- 酒井ツイッター大炎上！！
  - 「ツイッター」をやっていない酒井さんのアカウントを立ち上げ、どんなツイートをしたら炎上して話題になるのかを送るコーナー。番組終了後に酒井のアカウントは削除された。後にZERO(二期)でも同様の企画が行われている。
- アルコ＆ピースの冠番組を作ろう！！
  - THE MANZAIの優勝賞品は冠番組。アルコ＆ピースが優勝するだろうということで、アルコ＆ピースの冠番組のレギュラー出演者のアイディアを送るコーナー。
- アルコ&ピースの2013年
  - タイムマシーンで未来を見てきたリスナーから、アルコ&ピースが今年どんな感じになっているかを送るコーナー。0時代に「アルコ&ピースの一週間」へと発展し、一部昇格後も続くコーナーとなっている。
- 宮崎駿のコーナー
  - 放送日の1月5日は宮崎駿の誕生日なので、アルコ&ピースの2人が『ジブリ』に関してトークするコーナー。

## 作品

### 書籍
- 『明るい夜に出かけて』佐藤多佳子（新潮社、2016年9月21日）ISBN 4104190047
  - 登場人物がこの番組のリスナーであり、ハガキ職人でもある。また、物語中にセリフは無いが、平子と酒井も登場する。
  - 第30回 山本周五郎賞受賞。

## スタッフ

### レギュラー化
- プロデューサー
  - 宗岡芳樹
- ディレクター
  - 石井玄- 前番組『Hi-Hiのオールナイトニッポン0(ZERO)』ではADを担当。
- 構成
  - 福田卓也 - 『ゆずのオールナイトニッポンGOLD』、『Hi-Hiのオールナイトニッポン0(ZERO)』、『miwaのオールナイトニッポン』などを担当。
  - 畠山健
- AD
  - サイトー - ドラマパートでは天才ハッカー役で出演。

### レギュラー化前
- プロデューサー
  - 節丸雅矛 - ニッポン放送の編成局制作部副部長。『上柳昌彦 ごごばん!』など多数担当。
- ディレクター
  - 宗岡芳樹 - 『オードリーのオールナイトニッポン』、『ゆずのオールナイトニッポンGOLD』などを担当。プロデューサーとして『ナインティナインのオールナイトニッポン』も担当。